# راسيل هاس
راسيل هاس (بالإنجليزية: Russ Haas)‏ هو مصارع هاوي أمريكي، ولد في 27 مارس 1974 في إدموند في الولايات المتحدة، وتوفي في 15 ديسمبر 2001 في سينسيناتي في الولايات المتحدة بسبب نوبة قلبية.

## روابط خارجية
- راسيل هاس على موقع CageMatch worker (الإنجليزية)